# 피셔 방정식
피셔 방정식(Fisher equation)은 경제학에서 사용되는 식으로, 이 식은 명목이자율을 실질이자율과 인플레이션율의 합으로 나타낸다. 이 방정식은 이자에 관한 이론으로 유명한 경제학자 어빙 피셔의 이름을 따서 지었다.

## 기본 공식
명목이자율을 i, 실질이자율을 r, 인플레이션율을 π라고 할 때, 피셔 방정식은 다음과 같다
{\displaystyle i\approx r+\pi }
하지만 많은 경우, 논의의 편의성을 위해 이 식은 종종 항등식으로 표현된다.
{\displaystyle i=r+\pi }
쉽게 설명하자면, 이 식의 의미는 우리가 은행에 돈을 맡기고 받은 이자는 자본(기계 등)의 운영을 통해 얻은 물질적 수익에 인플레이션을 합친 금액이라는 것이다. 예를 들어 은행에서 받은 이자가 6%인데, 인플레이션이 2%였다면, 실질 이자율은 4%가 된다.
이 식은 또한 사전, 사후 이자율을 분석하는 데에도 쓰일 수 있다. 차관에 대한 실질구매력을 나타내기 위해, 실질이자율을 기준으로 식을 바꿀 수도 있다.
{\displaystyle r=i-\pi }
또한, 미래의 인플레이션율은 '예측'되어야 한다는 점을 추가할 수 있다. 이렇게 되면 인플레이션율을 나타내는 {\displaystyle \pi }는 {\displaystyle \pi ^{e}}로 쓰일 수 있다. 여기서 e는 미래에 대한 예측을 나타낸다.
{\displaystyle i=r+\pi ^{e}}

## 같이 보기
- 피셔 효과
- 명목이자율
- 실질이자율